# Nobe Tseutang
En aquest nom japonès, el cognom és Nobe.

Nobe Tseutang (Osaka, 31 de gener de 1960 - Seattle, 10 de maig de 2018) és el pseudònim de l'escriptor i poeta japonès en llengua anglesa Nishira Noboru (japonès: ンいしら ンおぼる). Nobe fou un conegut poeta i escriptor d'origen japonès establert a Seattle (Estats Units d'Amèrica), que destacà pel seu conreu de la poesia, sobretot de les tankes, breus composicions poètiques d'origen japonès, i de l'assaig, marcat per la crítica al món occidental i la visió capitalista de la societat americana. En català, la seva poesia ha estat traduïda per Maria Dalmau, sota el segell de Tigre de Paper.

## Biografia
Nascut el 31 de gener de 1960 a Osaka, Japó, Nobe Tseutang va ser un escriptor i poeta que va fer del seu nom un llegat literari imperdible. Si bé va néixer sota el nom de Nishira Noboru, va adoptar el pseudònim de Nobe Tseutang per a la seva carrera literària en llengua anglesa.
Des de jove, Nobe va mostrar un interès profund per les lletres i la poesia, alimentant-se de les influències japoneses i occidentals. Després de completar els seus estudis a Osaka, va decidir traslladar-se a Seattle, als Estats Units d'Amèrica, motivat principalment per la pressió dels seus pares, que desitjaven que continués els seus estudis en dret als EUA. A Seattle, va trobar una vibrant comunitat d'escriptors i artistes amb els quals compartir i créixer en el seu ofici. Durant aquest període, va complementar la seva passió per les lletres amb una sòlida formació acadèmica en dret internacional a la University of Washington, una de les universitats més prestigioses de la regió. Aquesta formació acadèmica no només va enriquir la seva comprensió dels temes legals i socials, sinó que també va influir en la seva perspectiva crítica de la societat. Després de completar els seus estudis, va exercir com a advocat especialitzat en dret internacional durant diversos anys, una experiència laboral que el va portar a viatjar arreu del món. Aquestes vivències laborals pel món van ampliar la seva visió dels afers mundials i van alimentar la seva obra literària, impregnant-la d'una comprensió profunda de les complexitats de la condició humana en un context internacional.
Malgrat això, el conreu literari de Nobe va ser descobert en l'etapa final de la seva vida. La seva primera publicació, Camps d'Osaka, el 1997 va donar l'embranzida a un total de tres llibres de poesia que veurien la llum fins al 2018, l'any de la seva mort. La seva obra literària es caracteritza per una delicada sensibilitat poètica i una aguda crítica social. Destaca especialment en la poesia, amb un amor profund per les tankes, una forma de poesia breu d'origen japonès que va dominar amb elegància i precisió, i el sonet. A més de la seva mestria en la poesia, Nobe va escriure assajos que van provocar reflexió i debat. Les seves crítiques al món occidental i la visió capitalista de la societat americana van revelar una ment inquisitiva i contestatària, compromesa amb la cerca de la veritat i la justícia. Nobe Tseutang va deixar un llegat literari significatiu que continua sent apreciat pels lectors avui en dia. Malgrat la seva mort el 10 de maig de 2018 a Seattle, les seves obres perduren i continuen inspirant una audiència àmplia. El seu impacte en la literatura i la poesia, tant al Japó com a l'estranger, és innegable, i la seva influència segueix sent objecte d'estudi i admiració per part de la comunitat literària internacional.

## Publicacions

### Poesia
- 1997, Camps d'Osaka
- 2012, L'auguri dels cirerers
- 2018, Al so de l'aurora [obra pòstuma]

### Assaig breu
- 1990, "This fog is drowning us"
- 1995, "A few thoughts on the European sonnet in its later period"
- 2000, "Globalisation and its impact on the Eastern World, notes from the Western World"
- 2000, "Global Justice: The Role of International Law in Combating Inequality"
- 2005, "America's Urban Sprawl: The Environmental and Social Costs"
- 2010, "Voices of Dissent: Poetry as Resistance in Authoritarian Regimes"
- 2013, "Environmental Law and Policy: Balancing Conservation and Development"
- 2013, "The Poetry of Protest: Artistic Responses to Political Oppression"
- 2013, "Beyond Borders: International Perspectives on Literature and Justice"
- 2015, "Japan's Literary Renaissance: Voices of Modern Authors"
- 2015, "Soul of the Land: Capturing Culture through Landscape"

### Assaig
- 2010, No home story
- 2017, This land is all mud